# 文徳駅 (平安南道)
文徳駅（ムンドクえき）は朝鮮民主主義人民共和国平安南道文徳郡にある、朝鮮民主主義人民共和国鉄道省の駅である。1945年7月時点の駅名は万城駅（朝鮮語：만성역）であった。
平義線と安州炭鉱線の2路線が乗り入れる。

## 隣の駅
朝鮮民主主義人民共和国鉄道省
平義線
粛川駅 - 文徳駅 - 大橋駅
安州炭鉱線
文徳駅 - 聖法駅